# Harvard Divinity School
Harvard Divinity School (sigla: HDS) é uma das faculdades que constituem a Universidade de Harvard, localizada em Cambridge - Massachusetts, nos Estados Unidos.

O propósito dessa faculdade é instruir cada um de seus estudantes no estudo acadêmico da religião, no exercício do ministério religioso, ou em diversas áreas de outras organizações. Atende, também, universitários de outras faculdades de Harvard que se interessam por assuntos sociais.

## História e objetivo
A Harvard Divinity School foi fundada em 1816, sendo umas das mais antigas faculdades da Universidade de Harvard; tem uma longa história em promover o conhecimento e o pensamento crítico, assim como em corroborar o serviço e ministério religioso.

Os professores, os pesquisadores, e os mentores em HDS estão entre os mais ilustres estudiosos de práticas religiosas e crenças de todo mundo. Os alunos aprendem com especialistas em: Cristianismo, Unitarismo Universal, Judaísmo, Hinduísmo, Budismo, Islamismo, Religões Africanas, Religiões Mesoamericanas, e Religiões Latinas.

Dentre os diversos tipos de universitários que ingressam na faculdade, um em cada quatro o fazem através de programas de graduação que ela oferece. O corpo de estudantes representa cerca de 30 tradições religiosas e denominações a cada ano, refletindo uma ampla equidade em seus interesses acadêmicos, experiências, idades, gêneros, nacionalidades e etnias, culturas e tradições, e em seus objetivos profissionais e pessoais.